# Acanthonevra affluens
Acanthonevra affluens är en tvåvingeart som först beskrevs av Erich Martin Hering 1951. Acanthonevra affluens ingår i släktet Acanthonevra och familjen borrflugor.
Artens utbredningsområde är Myanmar. Inga underarter finns listade i Catalogue of Life.